# Guillaume d'Étampes
Guillaume d'Étampes, mort en 1458, est un prélat français du XVe siècle. 

## Biographie
Il est fils de Robert d'Étampes, conseiller de Jean de Berry, et de Jacquette Rolland. Il a pour frères Jean, évêque de Nevers, et un autre Jean d'Étampes, évêque de Carcassonne.
Guillaume d'Étampes est chanoine de Carcassonne, archidiacre de Montlaur et sous-doyen de Poitiers. Il est fait évêque de Montauban en 1451 et est transféré à Condom en 1454.